# Tweede van Swindenstraat 7-13
Tweede van Swindenstraat 7-13 te Amsterdam is een gebouw aan de Tweede van Swindenstraat in Amsterdam-Oost.
Die Tweede van Swindenstraat werd bebouwd aan het eind van de 19e eeuw; de tijd van zogenaamde revolutiebouw. In de jaren zeventig en tachtig viel een deel van die bebouwing ten prooi aan stadsvernieuwing. Zo maakten de huizen op de adressen met huisnummers 3 tot en met 13 plaats voor de adressen 7 tot en met 13. De oorspronkelijke zes huizen hadden een totale breedte van 35 meter, daarvoor kwamen slechts twee percelen terug met een verdeling over vier huisnummers. Het gebouw werd ontworpen door de architecten Margreet Duinker en Machiel van der Torre, die voor hier een gebouw met vijf bouwlagen ontwierpen. De vijfde bouwlaag begint enigszins teruggetrokken. Opvallend ten opzichte van de overige bebouwing aan de straat, is dat het trappenhuizen en de omringende galerijen vanaf de straat zichtbaar zijn. De etagewoningen kregen balkons aan de straatzijde, hetgeen ook “nieuw” was bij deze straat. De huizen worden verder gekenmerkt door een donkere plint van zwarte verblendsteen en een gestucte laag op de verdiepingen. Het geheel wordt afgesloten door glaskappen ter hoogte van de trappenhuizen.
Deze wijze van indeling, die volgens de architecten een meer open karakter hebben dan de gesloten baksteenwanden van de buren, pasten de architecten een aantal jaren later toe in De Pijp, ook bij stadsvernieuwingsprojecten. Na oplevering kregen de nieuwe huurders meteen te maken met een uitslaande brand bij de buur, de Muiderkerk. Het kerkgebouw tussen de kerktoren en de westelijke zijgevel ging daarbij geheel verloren; er kwamen kantoren voor in de plaats.
Dit kleine wooncomplex maakt deel uit van een setje van drie; de overige twee bevinden zich aan de Wagenaarstraat 20-24 en 30-36. Het leverde de architecten de aanmoedigingsprijs voor architectuur op van het Amsterdams Fonds voor de Kunst. In 1991 viel het opnieuw in de prijzen: Kwaliteitsprijs Volkshuisvesting van het Ministerie van Volkshuisvesting, Ruimtelijke Ordening en Milieubeheer.
Erfgoedvereniging Heemschut nam de drie blokjes op in hun in 2018 uitgegeven brochure Post '65 Architectuur 1966-1990 in Amsterdam onder vermelding (nummer 25)
In de straatwand opvallende blokjes sociale huurwoningen; functionalistische architectuur